# Branka u Opavy (železniční zastávka)
Branka u Opavy je železniční zastávka, která se nachází v severozápadní části obce Branka u Opavy v okrese Opava. Zastávka leží v km 6,632 neelektrizované jednokolejné železniční trati Opava východ – Hradec nad Moravicí mezi odbočkou Moravice a dopravnou Hradec nad Moravicí.

## Historie

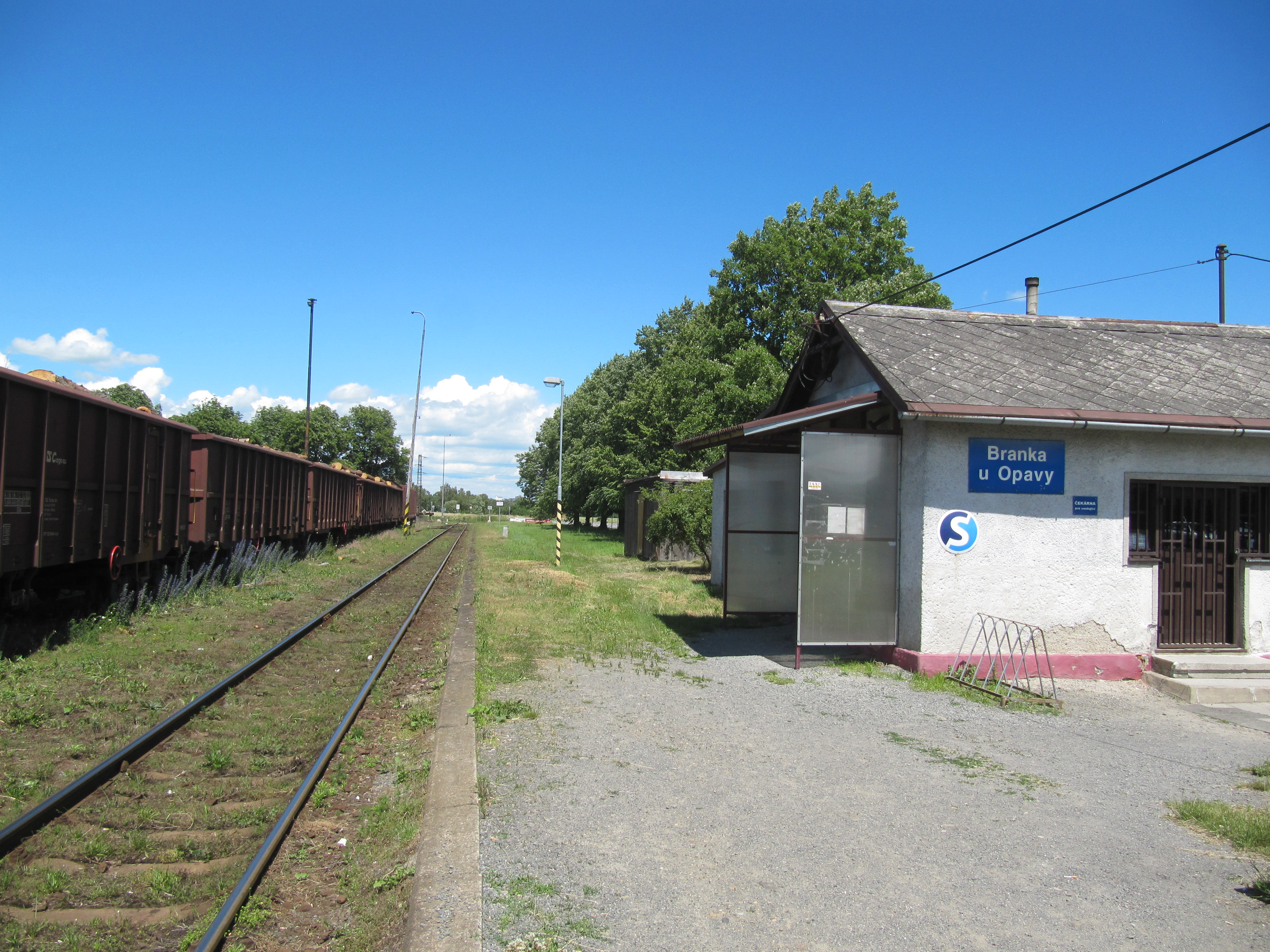
Zastávka v roce 2016, ještě s nádražní budovou

Zastávka s tehdejším krátkým názvem Branka byla zprovozněna 28. června 1905, tedy současně se zahájením provozu tratě z Opavy do Hradce nad Moravicí. V roce 1920 bylo pojmenování zastávky rozšířeno na Branka u Opavy. Tento název se používá dosud, s výjimkou let 1938-1945, kdy nádraží neslo opět krátké označení Branka.

## Popis zastávky
V zastávce je u traťové koleje zřízeno úrovňové nástupiště o délce 67 metrů a s pevnou nástupní hranou ve výšce 300 mm nad temenem kolejnice. Příchod na nástupiště, které leží vlevo ve směru jízdy z Opavy, je z příjezdové komunikace.
Přímo u zastávky (vpravo ve směru jízdy z Opavy) se nachází vlečka Opavská lesní–Branka. Vlečka se skládá z manipulační koleje č. 2 o délce 90 m, která je do traťové koleje zapojena dvěma výhybkami, a z kusé koleje č. 2a o délce 35 m. Vlečka se obsluhuje bez uvolnění traťové koleje.
Zastávka se nachází mezi úrovňovým přechodem pro pěší P7814 v km 6,512 a úrovňovým přejezdem P7815 v km 6,712 (Cihelní ulice). Přechod P7814 je zabezpečen výstražnými kříži, přejezd P7815 pak světelným přejezdovým zabezpečovacím zařízením se závorami. Přejezd P7815 je kryt přejezdníky, v případě jízdy vlaku se uzavírá automaticky pomocí počítačů náprav, je možná i místní obsluha z ovládací skříňky.